# 寇特妮·肯恩
寇特妮·肯恩 （英語：Kortney Kane，1986年7月31日—），是一名美國色情演員和成人模特兒。

## 生平
肯恩出生於南卡羅來納州的哥倫比亞，14歲時開始在一所私立學校擔任學校職員。 之後她被一家脫衣舞俱樂部聘為服務生。
2010年，她開始了色情演員的職業生涯，並參與製作Brazzers，Bang Bros，Naughty America等知名片商，並獲得多個獎項。
2013年10月，她被閣樓雜誌 提名並被選為當月寵物。她目前定居在加州洛杉磯。

## 獎項
- 2012: Juliland Award - 年度新人[4]
- 2012: 成人影帶新聞獎提名 – 最佳身材[5]
- 2012: 夜遊成人娛樂獎（英语：NightMoves Award）提名 – 最佳整體身材[6]
- 2012: 成人產業獎（英语：XBIZ Award）提名 – 年度最佳新人[7]
- 2013: 成人產業獎提名 – 年度無名女星[8]
- 2013: 成人產業獎提名 – 最佳色情明星網站 – KortneyKane.com[8]
- 2013: 成人產業獎提名 – 最佳場景（Vignette發行） – Tonight’s Girlfriend 7 （與Alec Knight）[9]
- 2013: 成人產業獎提名 – 年度最佳演員出版商 – KortneyKane.com[9]
- 2013: 成人電影評論家組織獎（英语：XRCO Award）提名 – 無名警報器[10]

## 精選作品
- 2014 : Kortney Kane
- 2014 : Me and My Girlfriend|Me and My Girlfriend 7
- 2013 : Asa Akira's Massage Fantasies 5
- 2013 : Pussy Central
- 2012 : Titties n Lace
- 2012 : We Live Together 22
- 2011 : Molly's Life 11
- 2011 : Real Wife Stories 9
- 2010 : Ho Ho Ho
- 2010 : Paste My Face 17

## 外部連結
- 官方网站
- 寇特妮肯恩在網際網路成人電影資料庫
- 寇特妮肯恩在互联网电影资料库（IMDb）上的資料（英文）
- 寇特妮肯恩（页面存档备份，存于） - 成人電影數據庫（AFDB）